# Gunter Lochbaum
Gunter Horst Lochbaum (* 2. Februar 1944 in Plauen) ist ein deutscher Politiker (SPD). Von 1990 bis 2004 war er Abgeordneter im Sächsischen Landtag.
Lochbaum absolvierte 1962 das Abitur in Plauen und danach eine Ausbildung zum Bohrwerkfacharbeiter im Werkzeugmaschinenbau. Danach folgte ein Studium der Mess- und Regelungstechnik an der TH Ilmenau, das er 1969 mit dem Diplom abschloss. Danach arbeitete er als wissenschaftlicher Mitarbeiter in der Geräteentwicklung. Zuletzt war er Leiter im Bereich Organisation und Datenverarbeitung. 
Bei der Landtagswahl 1990 zog er in den Landtag ein, dem er bis 2004 für insgesamt drei Wahlperioden angehörte.